# سکریوانی
سکریوانی (به لاتین: Skřivany) یک منطقهٔ مسکونی در جمهوری چک است که در ناحیه هرادتس کرالووه واقع شده‌است. سکریوانی ۱٬۰۵۰ نفر جمعیت دارد.